# 見せ金
見せ金（みせがね）とは、会社の発起人または取締役が、払込取扱金融機関以外の者から借入をして、これを払込金として現実に払込取扱金融機関に払い込み、設立登記後または新株発行の変更登記を終了すると直ちに払込金を引き出して借入金に返済する行為のこと。預合と異なり見せ金は、会社法で直接の禁止規定がないがこの払込みを有効とするか無効とするかについては、学説が割れている。したがって、そのような架空の増資を登記すれば公正証書原本不実記載罪（刑法157条）に問われる。税務的には、貸付金に返済される見込みがなく、いつまで回収されないようであれば、出資者に対する賞与として認定され、課税される可能性がある。

## 脚註

### 註釈
1. ↑  もっとも、通説では実際の払込みがないことから、無効と考えるのが相当とされており[3]、実際、最高裁判所においても過去に、見せ金行為による払込みを無効とする判示をしている[1]。
2. ↑  見せ金が起きた場合、払込取扱金融機関の責任も問題となるが、金融機関側は発起人がどのようにして入手したかを知る方法はないため、法的責任を問うのは困難であるとされる[1]。